# Lepisiota bipartita
Lepisiota bipartita (лат.) — вид мелких муравьёв рода Lepisiota подсемейства Формицины.

## Распространение
Евразия: Греция, Израиль, Индия, Иран, Ливан.

## Описание
Длина рабочих особей около 3 мм. Окраска тела двухцветная: красновато-коричневая (грудь) и буровато-чёрная (голова и брюшко). Голова субпрямоугольная; длиннее своей ширины; боковой и задний края выпуклые, заднебоковые углы закруглены; наличник медиально субкилевидный; передний клипеальный край полный и выпуклый; глаза субглобулярные, выпуклые, выступающие за боковыми краями головы, покрывая одну треть бокового края головы, расположенные в задней половине головы. У рабочих присутствуют три оцеллия. Скапус усика длинный, превосходит задний край головы. Усики состоят из 11 члеников; глаза хорошо развиты; заднегрудка с проподеальными зубчиками.

## Таксономия
Вид был впервые описан в 1861 году под названием Formica bipartita Smith, 1861. С 1992 года в составе рода Lepisiota.